# Spark Unlimited
Spark Unlimited a fost o companie care dezvoltă jocuri video din Sherman Oaks, Los Angeles, fondată în 2002 de către foștii dezvoltatori ai seriei Medal of Honor. Este cel mai bine cunoscută pentru jocul video Call of Duty: Finest Hour.

## Jocuri dezvoltate
- Call of Duty: Finest Hour – (Xbox, Nintendo GameCube, PlayStation 2)
- Turning Point: Fall of Liberty – (Xbox 360, PlayStation 3, Microsoft Windows)
- Legendary – (Xbox 360, PlayStation 3, Microsoft Windows)